# Orden del Emperador Menelik II
La Orden Imperial del Emperador Menelik II es una orden etíope establecida en 1924 por la emperatriz Zauditu en honor a la memoria y el recuerdo del emperador Menelik II. 
También se la conoce como la Orden del León por el León que se muestra en el centro de la cruz roja y verde a menudo. El medallón de honor fue diseñado por la firma parisina de Arthus-Bertrand.

## Grados
La orden tiene 5 grados: 
1. Miembro.
2. Caballero/Oficial.
3. Comendador.
4. Gran Oficial/Gran Caballero.
5. Gran Cruz.